# BEEFMAN.EXE
BEEFMAN.EXE（ビーフマンドットエグゼ）は、日本の3x3バスケットボールチーム。本拠地は神奈川県横浜市。3x3.EXE PREMIER所属。

## 概要

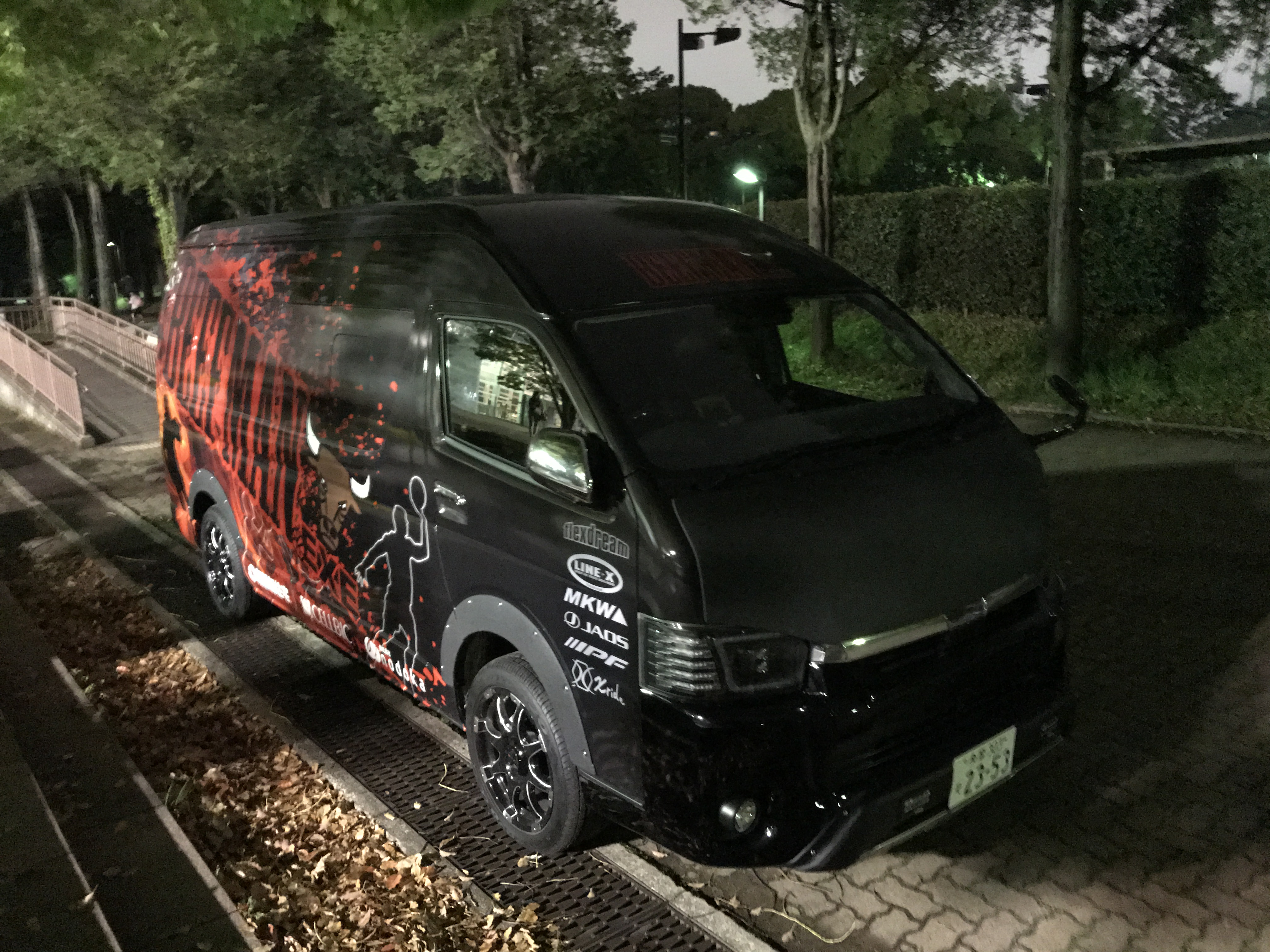
ビーフマンカー　2019年4月26日撮影　平塚総合体育館にて

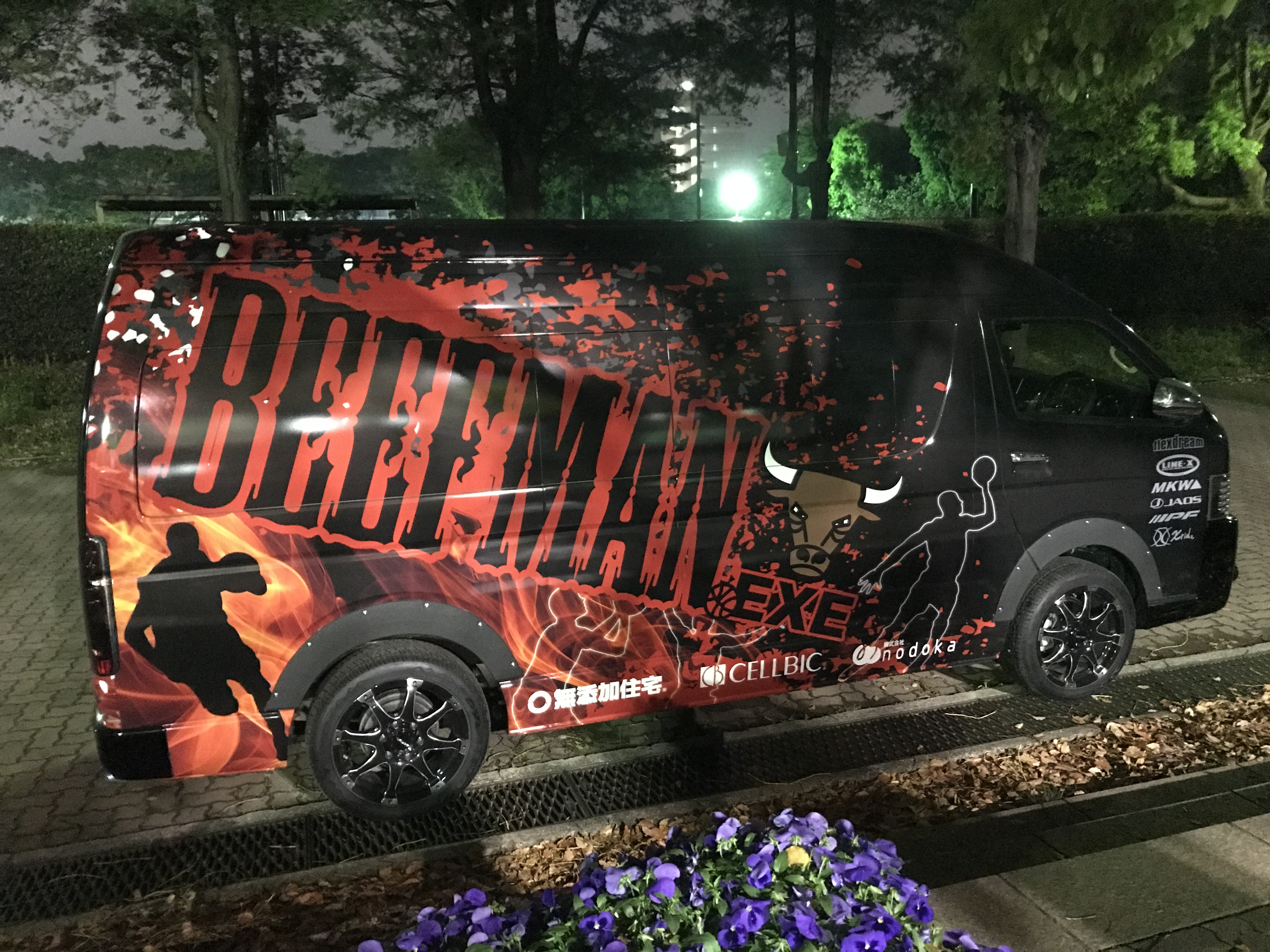
ビーフマンカー　2019年4月26日撮影　平塚総合体育館にて

運営企業は横浜市で不動産事業などを手がけている住建情報センター。2018年2月に男子チーム、7月に女子チームが結成。両チームとも3x3.EXE PREMIERに参入している。チームコンセプトは「1対1に強いチーム」。チームカラーは   ブラック、   レッド。

### ユニホームスポンサー
- 腹： Flexdream
- 右胸：無添加住宅
- 左胸：nodoka
- パンツ左：nodoka
- パンツ右裏：CELLBIC

### チームキャラクター
- BEEFMAN

上半身が牛でバスケットボールを持ったキャラクター。

## 歴史

### 設立まで
2018年2月12日に横浜市都筑区に屋外バスケットボールコート「横浜B-COURT」がオープンするのと前後して、住建情報センターにより同コートをホームとする3x3チームとしてBEEFMAN.EXEが設立された。設立のきっかけは、3x3男子日本代表の野呂竜比人が2020年東京オリンピックを目指すにあたり、今までと違う環境に身を置いてチャレンジしたいという想いから住建情報センターに相談したことによる。

### 2018-19シーズン
男子チーム創設メンバーは3x3を中心に活動していた野呂、高崎陽平、中村敬之に加え、Bリーガーの満田丈太郎、高島一貴、大宮宏正と契約した。またシーズン途中に荒川颯、出羽崚一、西野曜が加入した。初年度は男子チームは、3x3.EXE PREMIER FINALでベスト16、3x3.EXE TOURNAMENT JAPAN FINALにおいて第3位に入賞した。
女子創設メンバーは、女子日本代表の石川麻衣、名木洋子、前田有香、元5人制日本代表の矢野良子、韓国人プレイヤーのカン・ヨンスッ(YoungSuk Kang)、チョン・ソナ(Jung SnnHwa)の6人。3x3.EXE PREMIERで3位となった。

### 2019-20シーズン
男子チームは昨シーズンから残留した野呂、高島、満田、荒川、出羽、西野に加え、エドワード・モリスが加入した。また高島はオーナーに加わった。

## 成績

### 獲得タイトル
男子
- 3x3日本選手権大会優勝（2021）

女子
- 3x3PREMIER.EXE 優勝（2019、2021）
- 3x3日本選手権大会 優勝（2022）

## 選手とスタッフ

### 過去の主な所属選手
- 大宮宏正
- 満田丈太郎
- エドワード・モリス
- ホール百音アレックス

- 石川麻衣
- 名木洋子
- 矢野良子
- 瀧井亜里沙

### 応援

#### オフィシャルアンバサダー
- 和田貴志(人力舎所属)
- ShikinaBaby

#### オフィシャル応援ソング
Juicy『B』〜黄金revolution〜 : Eyes' 

## BEEFMAN.EXE スクール
2018年5月開校。小学生から大人までのクラスがある。

## 備考
- BEEFMAN.EXEのチーム移動における専用サポートカーとしてハイエース H200のカスタムカー｢ビーフマンカー｣がある[9]。